# کهلشاوتر (دهانه)
کهلشاوتر یک دهانه برخوردی در ماه است.